# Kereka, Gabrovo
Kereka (în bulgară Керека) este un sat în comuna Dreanovo, regiunea Gabrovo,  Bulgaria. 

## Demografie
Componența etnică a satului Kereka
     Romi (30,86%)
     Bulgari (53,08%)
     Nicio identificare (16,04%)
     Altele (0%)
La recensământul din 2011, populația satului Kereka era de 81 locuitori. Din punct de vedere etnic, majoritatea locuitorilor (53,08%) erau bulgari, cu o minoritate de romi (30,86%). Pentru 16,04% din locuitori nu este cunoscută apartenența etnică.